# Pàncrees
El pàncrees o pàncreas és un òrgan del sistema digestiu i del sistema endocrí dels vertebrats. En els humans, es troba a la cavitat abdominal, amb forma de L apaïsada, en posició retroperitoneal, limitada per l'estómac al davant, el duodè a la dreta i la melsa a l'esquerra. Funciona com una glàndula mixta o heterocrina, és a dir, té una funció tant endocrina com digestiva. El 99% del pàncrees és exocrí i l'1% és endocrí. Com a glàndula endocrina, funciona principalment per regular la glucèmia, secretant insulina de l'hormona, glucagó, somatostatina i polipèptid pancreàtic. Com a part del sistema digestiu, funciona com una glàndula exocrina que secreta suc pancreàtic al duodè a través del conducte pancreàtic. Aquest suc conté bicarbonat, que neutralitza l'àcid que entra al duodè des de l'estómac; i els enzims digestius, que descomponen els hidrats de carboni, les proteïnes i els greixos en els aliments que entren al duodè des de l'estómac.
La paraula pàncrees prové del grec πᾶν (pân, "tot") i κρέας (kréas, "carn"). La funció del pàncrees en la diabetis es coneix almenys des de 1889, i el seu paper en la producció d'insulina es va identificar el 1921.

## Anatomia dels humans
El pàncrees humà és un òrgan en forma de L apaïsada d'uns 16-20 cm de llarg, 3-4 cm d'ample i 1-2 cm de gruix. El seu pes és d'entre 40 i 120 g. L'òrgan està dividit en lòbuls, que també estructuren la superfície d'una manera característica.
El pàncrees es troba darrere del peritoneu, entre l'estómac, el duodè, la melsa, el fetge i els grans vasos sanguinis de l'abdomen (aorta i vena cava inferior). Amb prou feines es mou amb la respiració, és a dir, a diferència d'altres òrgans de la cavitat abdominal com el fetge, la seva posició només canvia lleugerament durant la inhalació i l'exhalació.
Es divideix en quatre zones:
- Cap: porció envoltada pel duodè, a la part descendent del qual s'insereix a través de les papil·les o carúncules. També se l'anomena "pàncrees menor".
- Coll: uneix el cap i el cos. Se situa anterior als vasos mesentèrics superiors (artèria i vena), els quals deixen un solc a la cara posterior del pàncrees. La cara anterior del coll es troba adjacent al pílor (porció distal de l'estómac).
- Cos: continuació del coll. La part anterior del cos contacta amb la base de l'estómac, mentre que la posterior es relaciona amb l'aorta, l'artèria mesentèrica superior i el ronyó, glàndula suprarenal i vasos renals esquerres.
- Cua: passa per davant del ronyó esquerre, relacionant-se amb l'hil esplènic i la flexura còlica esquerra. S'acompanya dels vasos esplènics (artèria i vena) i travessa les capes del lligament espleno-renal, acabant amb un lleu gir superior.

Internament es compon de:
- Conducte pancreàtic (principal) o de Wirsung: comença a la cua i continua fins al cap, on gira inferiorment i es relaciona amb el conducte biliar (colèdoc). La unió d'aquests conductes (ampul·la de Vater) dona lloc a l'ampolla hepatopancreàtica, que desemboca al duodè a través de la carúncula major. Aquesta ampolla està envoltada per l'esfínter d'Oddi, de musculatura llisa, que ajuda a controlar el flux biliar i el de suc pancreàtic cap al duodè.
- Conducte pancreàtic accessori o de Santorini: drena el coll i la part inferior del cap del pàncrees, i desemboca al duodè.

### Vascularització
La cua i el cos són irrigats per les artèries pancreàtiques, petites branques de l'artèria esplènica a la part superior i de l'artèria pancreàtica inferior a la porció inferior. El cap l'irriguen les artèries pancreatoduodenals superiors i inferiors.

### Retorn venós
Les venes pancreàtiques corresponents desemboquen a la vena esplènica, la qual drena en últim terme a la vena porta.

### Drenatge limfàtic
Els vasos limfàtics acompanyen els sanguinis i acaben als ganglis pancreatoesplènics situats longitudinalment a l'artèria esplènica.

### Innervació
El pàncrees és innervat per fibres nervioses del plexe celíac, situat a la part més alta del mesogastri.

## Histologia
Té dos components estructurals:
- Pàncrees exocrí: glàndula serosa que sintetitza i secreta enzims per a la digestió, que van a parar al duodè. S'organitza en lòbuls formats per acins, unitats secretores de precursors dels enzims digestius (tripsinogen, pepsinogen, amilases, ribonucleases, etc.).
- Pàncrees endocrí: constituït per cèl·lules altament especialitzades que sintetitzen i secreten hormones controladores del metabolisme glucídic, lipídic i proteic, les quals són abocades al torrent sanguini.

## Fisiologia
La secreció pancreàtica augmenta en arribar els aliments a l'estómac i és controlada pel sistema nerviós en tres fases: cefàlica, gàstrica i intestinal, no independents de les fases secretores de l'estómac.

### Secreció exocrina
La secreció exocrina està formada per elements inorgànics (principalment aigua, clorur, hidrogencarbonat, cations sodi i potassi) i enzims o elements orgànics (proteolítics com la tripsina o les elastases, amilolítics com l'alfa-amilasa, lipolítics com la lipasa, i també nucleases, mucina i altres proteïnes). Amb l'alliberació a l'intestí prim d'aquests productes col·labora en la digestió dels aliments.
| Nom de les cèl·lules  | Secreció exocrina                                                       | Senyal primària |
| Cèl·lula centreacinar | Anions hidrogencarbonat                                                 | Secretina       |
| Cèl·lula basofílica   | Enzims digestius (Amilasa pancreàtica, Lipasa pancreàtica, Tripsinogen) | CCK             |

### Secreció endocrina
La secreció endocrina consta de diverses hormones encarregades del control metabòlic. La principal és la insulina, produïda per les cèl·lules beta del pàncrees, agrupades en els anomenats illots de Langerhans. La síntesi d'insulina és controlada a diferents nivells, i la seva secreció augmenta tal com augmenten els nivells de glucosa circulant. Aquesta hormona s'encarrega d'activar i inhibir diferents processos metabòlics tals com la gluconeogènesi, d'augmentar el peristaltisme del tub digestiu, controlar la sensació de gana a nivell del sistema nerviós central, etc. Un dèficit en la producció d'aquesta hormona implica l'aparició de la diabetis. Altres hormones secretades pel pàncrees són el glucagó, que estimula també la síntesi i secreció d'insulina, inhibint-se quan aquesta augmenta, i la somatostatina, que fa l'acció contrària.
| Nom de les cèl·lules | Producte endocrí      | % illots cel·lulars | Funció representativa       |
| Cèl·lula beta        | Insulina i Amilina    | 50-80%              | Disminució sucre de la sang |
| Cèl·lula alfa        | Glucagó               | 15-20%              | Augment del sucre cel·lular |
| Cèl·lula delta       | Somatostatina         | 3-10%               | Inhibició pàncrees endocrí  |
| Cèl·lula PP          | Polipèptid pancreàtic | 1%                  | Inhibició pàncrees exocrí   |

## Embriologia
El pàncrees prové principalment de l'endoderma amb aports del mesoderma per a algunes estructures. Es forma dels esbossos, ventral i dorsal, en el mesenteri dorsal. Durant el desenvolupament i a causa de les rotacions de les nanses intestinals ambdós esbossos s'uneixen formant un pàncrees únic. L'esbós ventral sorgeix del conducte colèdoc i, per tant, a la dreta, després del gir es desplaça posteriorment arrossegant aquest conducte fins a l'esquerra a un nivell immediatament inferior a l'esbós principal o esquerre. Després de la fusió dels parènquimes el conducte de l'esbós principal degenera quedant com accessori i el pàncrees menor (ara procés unciforme) aporta el seu conducte com principal.

### Desenvolupament cel·lular
Les cèl·lules progenitores pancreàtiques són cèl·lules precursores que es diferencien en cèl·lules pancreàtiques funcionals, incloses les cèl·lules acinars exocrines, les cèl·lules d'illots endocrins i les cèl·lules ductals. Aquestes cèl·lules progenitores es caracteritzen per la coexpressió dels factor de transcripciós PDX1 i NKX6-1.

## Història
El pàncrees va ser identificat per primera vegada per Heròfil de Calcedònia (335–280 aC), un anatomista i cirurgià grec. Uns centenars d'anys després, Rufus Efesi, un altre anatomista grec, va donar nom al pàncrees. El terme pàncrees, una adaptació moderna al llatí del grec πάγκρεας, originalment significava 'lletons', malgrat que etimològicament significa, literalment, 'tot carn' (πᾶν 'tot, sencer' i κρέας 'carn'), presumiblement per la seva consistència carnosa. Va ser només l'any 1889 que Oskar Minkowski va descobrir que l'extirpació del pàncrees d'un gos va provocar que es tornés diabètic. La insulina va ser aïllada posteriorment dels illots pancreàtics per Frederick Banting i Charles Herbert Best el 1921.
La manera com s'ha vist el teixit del pàncrees també ha canviat. Anteriorment, es veia utilitzant mètodes simples de tinció com ara la tinció d'HE. Ara, la immunohistoquímica es pot utilitzar per diferenciar més fàcilment els tipus de cèl·lules. Això implica anticossos visibles contra els productes de determinats tipus de cèl·lules i ajuda a identificar amb més facilitat tipus de cèl·lules com les cèl·lules alfa i beta.

## Altres animals
Les cèl·lules que produeixen hormones pancreàtiques i les que produeixen enzims digestius s'han identificat en una varietat d'invertebrats. Com a òrgan independent, però, apareixen per primera vegada als vertebrats. També hi ha diferències estructurals en els vertebrats, que són causades per diferents estils de vida i dietes, així com per peculiaritats metabòliques. Pot haver-hi fins a tres pàncrees separats, dos dels quals sorgeixen de brots ventrals i l'altre dorsalment. En la majoria de les espècies (inclosos els humans), aquestes es "fusionen" en l'adult, però hi ha diverses excepcions. Fins i tot quan hi ha un únic pàncrees, poden persistir dos o tres conductes pancreàtics, cadascun drenant per separat al duodè (o a la part equivalent de l'intestí anterior). Els ocells, per exemple, solen tenir tres conductes d'aquest tipus.
En els peixos teleostis i algunes altres espècies (com els conills), no hi ha un pàncrees discret, amb el teixit pancreàtic distribuït de manera difusa pel mesenteri i fins i tot dins d'altres òrgans propers, com ara el fetge o la melsa. En algunes espècies de teleostis, el teixit endocrí s'ha fusionat per formar una glàndula diferent dins de la cavitat abdominal, però en cas contrari es distribueix entre els components exocrins. La disposició més primitiva, però, sembla ser la de les lamprees i dipnous, en què el teixit pancreàtic es troba com un nombre de nòduls discrets dins de la paret de l'intestí, amb les porcions exocrines poc diferenciades d'altres estructures glandulars de l'intestí.
En amfibis, rèptils, aus i mamífers el pàncrees mostra bàsicament la mateixa estructura.